# ソリティア
ソリティア（英: solitaire）は、一人で遊ぶゲームのこと。ソリテール、ソリテア、ソリテアーともいう。

## 概要

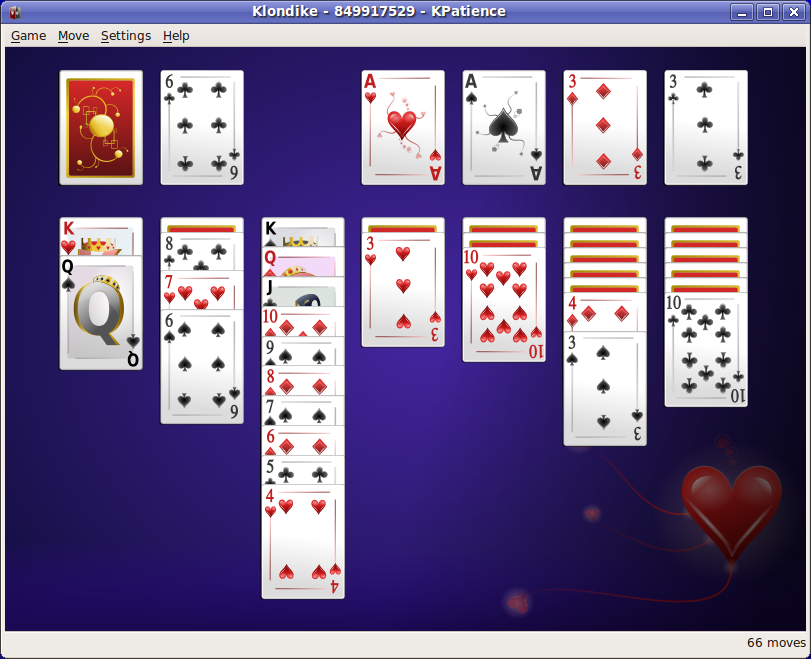
KDEのクロンダイク。このルールのWindows付属のプログラムが「ソリティア」である

ボードゲームやカードゲームなどのうち、一人だけで遊ぶことのできるゲームの総称であるが、代表的であるカード（トランプ）ゲームを指すことも多い。solitaireはもともとフランス語で、フランス語の発音に近い表記では「ソリテール」[sɔlitɛr]、英語の発音に近い表記は「ソリテア（ー）」[ˈsɔlɨˌtɛə]である。トランプを使うソリティアはペーシェンス（patience [ˈpeɪʃəns]）とも呼ばれる。
なお、クロンダイクというソリティアがあるが、Windowsに標準添付だったクロンダイクのゲームプログラムが「ソリティア」という名前だったため、クロンダイクの名前が「ソリティア」であると非常によく誤認されている。
一人で遊ぶゲームのため直接的な対戦は出来ないが、コンペティティブ・ペーシェンスとしてスコアやタイムを他のプレイヤーと比較して間接的に対戦を行う場合がある。

## 内容の分類
ソリティアは、初期状態と選択余地とクリア可能性について、次のように分けられる。
- 初期状態
  - 初期状態固定
  - 初期状態ランダム
- 選択
  - プレーヤーによる選択余地なし
  - プレーヤーによる選択あり
- クリア可能性
  - 必ずクリアできる
  - 初期状態または選択により必ずしもクリアできるとは限らない

これらの組み合わせにより、パズル的なもの、占い的なもの、クリア確率など、さまざまである。

## ソリティアの種類
カード（トランプ）を使うもので代表的な記事のあるものを挙げる。
- カップル - トランプを4枚ずつ複数列並べ隣接するカードに同じ数字があれば取り除いていく遊び。
- キャンフィールド - 13組の数上がりと数下がりを作る遊び。
- クロンダイク - 黒と赤のカードが交互になるように決められた数字の順番に揃える遊び。
- ゴルフ - 場札と山札にわけ、山札のカードの数字から±1の数字の場札のカードを取り除いていく遊び。
- トライピークス（英語版） - 場札と山札にわけ、山札のカードの数字から±1の数字の場札のカードを取り除いていく遊び。ゴルフと違い、山札のカードは先頭以外伏せられている。
- スパイダー - 2組のトランプを使い、合計8組のスートの順番を揃える遊び。
- ピラミッド - トランプをピラミッドの形に並べ数字が13になるように取り除いていく遊び。
- フリーセル - フリーセルと呼ばれる4つの場所を使いながら順番にカードを揃える遊び。
- 四つ葉のクローバー - トランプから48枚を使い場に並べた数字の合計が15になるように取り除いていく遊び。

カードゲーム以外で代表的な記事のあるものを挙げる。
- ペグ・ソリテール（ペグ・ソリティア） - 配置された駒を飛び越しながら取り除いていく遊び。
- 上海 - 麻雀牌を利用したコンピューターパズルゲーム。英語圏では"マージャン・ソリティア（Mahjong solitaire）" の名で知られる。
- 四川省 - 「二角取り」とも言う。麻雀牌を使うため、上海の一種として紹介されることもある。
- 15パズル - 1から15の数字が書いてあるパネルを移動させ順番通りに並べ変える遊び
- ラリー - 指定されたコースを一定の条件のもとで長時間走る、自動車競技の一種（チーム戦であるが、チーム単独で競技が行われる。）。
- ジムカーナ - 指定されたコースを一定の条件の下で短時間走行する競技、馬術、自動車、オートバイなどで行われる。
- ゴルフ - コースにおいてクラブといわれる道具で静止したボールを打ち、ホールと呼ばれる穴にいかに少ない打数で入れられるかを競う球技の一種。
- トライアスロン - 複数人で競技を行うが、他のプレイヤーとの駆け引き的な行動や風よけにして楽をする事が厳格に禁止されている競技。

将棋やチェスやウォーゲーム、テニスなど、本来対戦相手が必要なゲームもソリティアがある。詰将棋やチェス・プロブレムなど対戦相手を必要としない一人プレイ専用に作られたもの、対戦相手の行動をランダムに選択したり、単純な機械的に代用するなどするルールを追加して一人プレイを可能にするものがある（コンピュータゲームの将棋やチェス、アクションゲームなど一人で遊ぶゲームでも、機械的に代用されたプレイヤーが高度である場合は、ソリティアやシングルプレイゲームではないという見解もある。）。

## 関連書籍
- 野崎昭弘『とらんぷ』（ダイヤモンド社 1974、全国書誌番号:75068888）/ 『トランプ: ひとり遊び88選』（朝日選書 1990、 ISBN 4-02-259516-7 ）